# Otvazhnaya
Otvazhnaya (del ruso: Отважная) es una stanitsa del raión de Labinsk del krai de Krasnodar, en el sur de Rusia. Está situada en el borde septentrional del Gran Cáucaso, a orillas del río Okard, afluente del río Chamlyk, tributario del Labá, que desemboca en el Kubán, 51 km al sureste de Labinsk y 184 km al sureste de Krasnodar, la capital del krai.  Tenía 506 habitantes en 2010
Es cabeza del municipio Otvazhnenskoye, al que pertenece asimismo Gofitskoye.

## Historia
El 21 de junio de 1859 la localidad fue fundada por cosacos del Don y cosacos de la Línea del Cáucaso. En 1882 tenía 2605 habitantes. La localidad se desarrolló con la agricultura de cereales, la ganadería y la apicultura. Para 1913 se habían construido ya 3 escuelas.